# Neodythemis trinervulata
Neodythemis trinervulata är en trollsländeart som först beskrevs av Martin 1902.  Neodythemis trinervulata ingår i släktet Neodythemis och familjen segeltrollsländor. Inga underarter finns listade i Catalogue of Life.